# Turecká lira
Turecká lira je měna Turecké republiky. Kromě Turecka tuto měnu používá i Severokyperská turecká republika, což je de facto nezávislý stát na ostrově Kypr, který není celosvětově uznán žádným státem kromě právě Turecka. Jedna setina liry se nazývá „kuruş“. ISO 4217 kód liry je TRY.

## Vznik a vývoj
Lirou se platilo ještě na území Osmanské říše, nahradila měny akçe a kuruş. Zachována byla i po vyhlášení republiky v roce 1923, od této doby až dodnes je na každé bankovce vyobrazen zakladatel moderního Turecka, Mustafa Kemal Atatürk. Přesto po jeho smrti až do konce 50. let byly v oběhu i bankovky s portrétem jeho nástupce, prezidentem İsmetem İnönüm. V 70. a 90. letech proběhla inflace; zatímco v 60. letech bylo možné za 1 USD koupit 9 lir, v roce 2001 to bylo už 1,65 milionu lir. Premiér země, Recep Tayyip Erdoğan toto označil za národní ostudu, následně parlament v prosinci roku 2003 schválil plán měnové reformy, ta z bankovek odstranila 6 nul. Provedena byla k 1. lednu roku 2005.

## Mince a bankovky
Při měnové reformě se na začátku roku 2005 do oběhu dostala nová série jak mincí, tak i bankovek.
Současné mince jsou raženy v hodnotách 1, 5, 10, 25, 50 kuruşů a 1 lira.
Na bankovkách 8. série, které se tiskly mezi roky 2005 a 2008, byla nominální hodnota zapsána s názvem Nová turecká lira. Tyto bankovky měly nominální hodnoty 1, 5, 10, 20, 50 a 100 lir. 1. ledna 2009 se do oběhu dostala nová, již 9. série bankovek, na kterých je nominální hodnota zapsaná jako Turecká lira, slovo Nová se na nich již nevyskytuje. Tyto nejnovější bankovky mají nominální hodnoty 5, 10, 20, 50, 100, 200 lir. Bankovky 8. série zůstaly zákonným platidlem do konce roku 2009, od začátku 2010 jsou směnitelné u turecké centrální banky za bankovky 9. série.
|  |  | 5 lir   | 64 × 130 mm |  | hnědá    |
|  |  | 10 lir  | 64 × 136 mm |  | červená  |
|  |  | 20 lir  | 68 × 142 mm |  | zelená   |
|  |  | 50 lir  | 68 × 148 mm |  | oranžová |
|  |  | 100 lir | 72 × 154 mm |  | modrá    |
|  |  | 200 lir | 72 × 160 mm |  | fialová  |